# Hebesuncus schusteri
Hebesuncus schusteri är en djurart som tillhör fylumet trögkrypare, och som först beskrevs av Hieronymus Dastych 1984.  Hebesuncus schusteri ingår i släktet Hebesuncus och familjen Hypsibiidae. Inga underarter finns listade i Catalogue of Life.